# Antibiose
 (septembre 2024).
 (septembre 2024).
L'antibiose est une interaction biologique entre deux ou plusieurs organismes qui porte préjudice à au moins l'un d'entre eux ou bien une association antagoniste entre un organisme et les  substances métaboliques produites par un autre. Cette action à distance fait partie de l'amensalisme.
La relation générale entre un antibiotique et un  organisme infectieux est une forme d'antibiose. Ce terme fait référence à une association de deux organismes dans laquelle l'un est agressé ou tué par l'autre. La relation entre les êtres humains et les agents pathogènes à l'origine de maladies est également une antibiose. Si une personne est affectée par des germes, elle est l'organisme lésé.
L'antibiose est un sujet couramment étudié dans les relations entre les plantes hôtes et les insectes qui s'en nourrissent. Dans certaines études, on a constaté que les insectes agressaient la plante en absorbant le fluide du xylème des tiges pour en tirer les éléments nutritifs. Après avoir ainsi nourri l'insecte, les tissus de la plante prennent une couleur sombre — soit noir, soit marron-rougeâtre ou brun, synonyme de nécrose — et finissent par mourir.